# Katharina von Braganza

Infantin Katharina Henrietta von Braganza

Katharina Henrietta von Braganza, Infantin von Portugal, (* 25. November 1638 im Palast von Vila Viçosa in der Provinz Alentejo in Portugal; † 31. Dezember 1705 im Palast von Bemposta nahe Lissabon) wurde am 31. Mai 1662 mit dem englischen König Karl II. verheiratet, aber als Katholikin nicht zur Königin gekrönt.

## Leben

### Kindheit und Jugend
Katharina Henrietta war die dritte Tochter Johanns IV., König von Portugal und erster Monarch aus dem Haus Braganza, und seiner Frau Luisa von Guzmán. Sie war von Kindesbeinen an dazu bestimmt, eine politische Bündnis-Hilfe ihres Vaters zu werden. Da ihr Vater über ein Land mit sehr junger Unabhängigkeit regierte, waren ihm politische Bündnisse mit europäischen Herrscherhäusern sehr wichtig. Um die Unabhängigkeit seines Landes gegenüber Spanien nachhaltig zu festigen, wurde Katharina als zukünftige Braut des englischen Thronfolgers ausersehen. Mit sieben Jahren erhielt sie ein kleines Bild ihres zukünftigen Mannes als Geschenk und wurde zur weiteren Erziehung in ein Kloster geschickt.

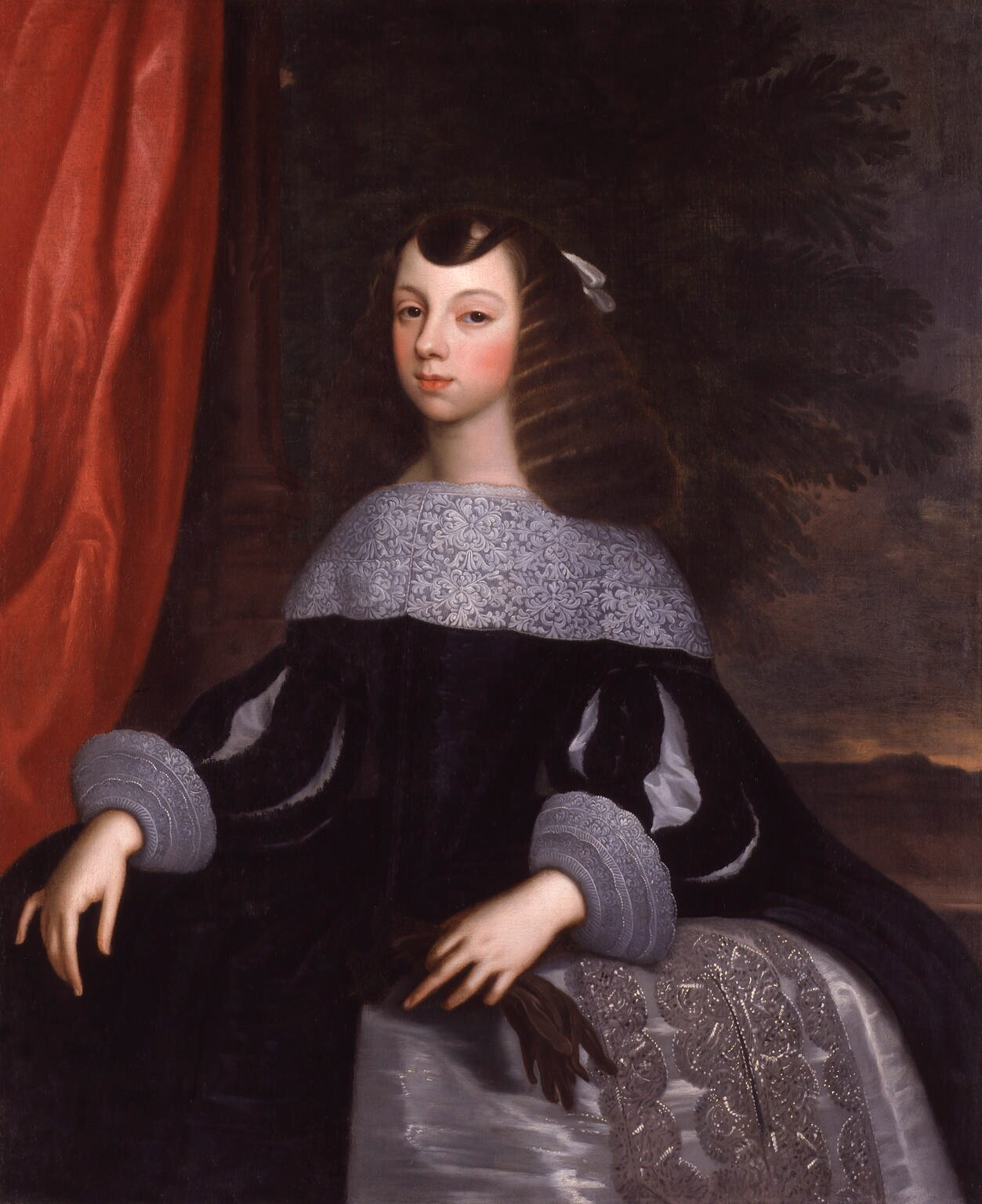
Katharina von Braganza in jungen Jahren

In der Zeit, in der Katharina behütet und weltlichen Dingen abgewandt im Kloster lebte, brach in ihrer zukünftigen Heimat England ein Bürgerkrieg aus. Nachdem der englische König Karl I. verhaftet und zum Tode verurteilt worden war, floh die englische Königsfamilie auf den Kontinent. Nach der Hinrichtung Karls I. regierte der Lordprotektor Oliver Cromwell England und an die weitere Verfolgung der Heiratspläne zwischen Karl II. und Katharina wurde nicht mehr gedacht.
Während die englische Königsfamilie auf ein schnelles Ende der Herrschaft Cromwells hoffte, beschlossen Frankreich und Spanien die Auflösung des Königreichs Portugal. Luisa von Guzmán, seit 1656 Regentin für ihren kranken Sohn Alfons, hatte konsequent alle Heiratsangebote für Katharina abgelehnt und hoffte weiterhin auf eine eheliche und politische Allianz mit England. Als Cromwell am 3. September 1658 starb, keimte erste Hoffnung auf – in Portugal wie auch bei der im Exil lebenden englischen Königsfamilie. Sein Sohn und Nachfolger Richard Cromwell hielt sich ruhmlos und nur kurze Zeit auf der Position seines Vaters. Nach einer Aufforderung des Parlaments gab er das Amt des Lordprotektors ohne Zögern auf und ging freiwillig ins Exil. Das Parlament verlieh Karl II. die Königswürde und am 29. Mai 1660 bestieg Katharinas zukünftiger Mann den Thron von England.
Unverzüglich wurden die Verhandlungen für eine Hochzeit zwischen Karl II. und Katharina wieder aufgenommen. Katharina brachte als Mitgift die Hafenstadt Tanger, die indische Stadt Bombay, sowie Handelsprivilegien für Brasilien und ganz Ostindien und 300.000 englische Pfund in die Ehe ein. Karl II. musste seiner neuen Frau die freie Ausübung ihres Glaubens zusichern, allen englischen Untertanen in Portugal volle kommerzielle und religiöse Freiheit garantieren und Portugal militärischen Schutz vor Spanien und Frankreich zusichern. Am 25. April 1662 segelte Katharina mit ihrem Gefolge nach England, wo sie am 13. Mai in Portsmouth landete.

### Leben in England

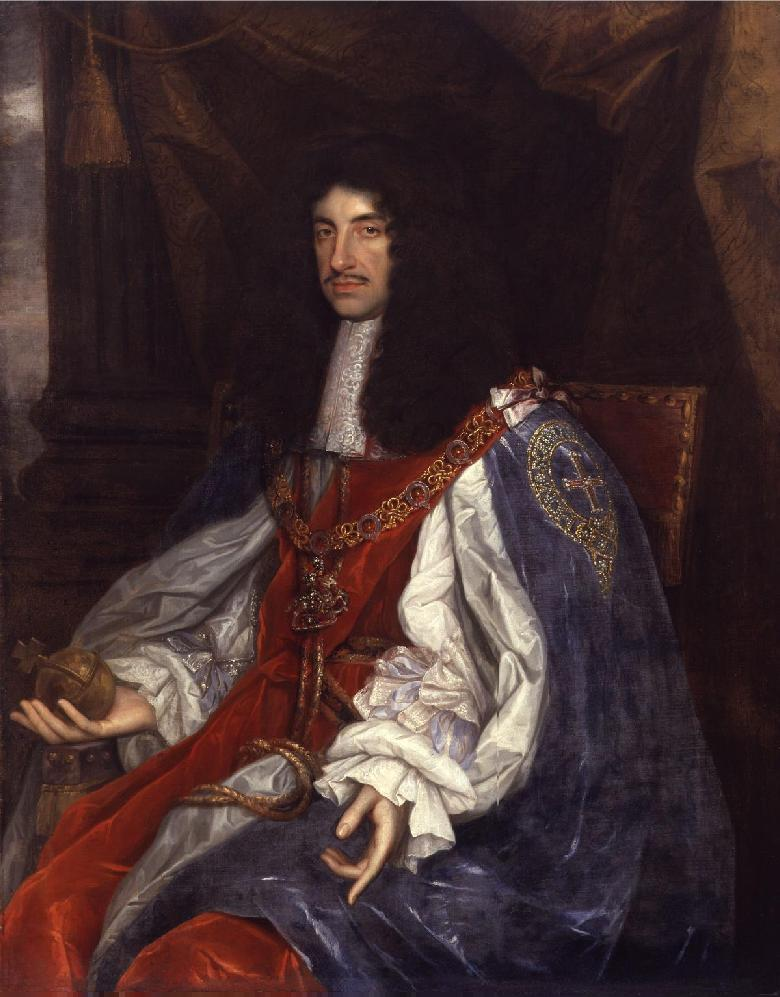
König Karl II. von England

Überliefert ist die angebliche Äußerung Karls II., als er seine zukünftige Frau zum ersten Mal sah. So soll der englische König, von der portugiesischen Haarmode verwirrt, gesagt haben: „My God, they sent me a bat instead of a woman.“ („Mein Gott, sie haben mir eine Fledermaus geschickt, anstelle einer Frau“). Ebenfalls überliefert ist, so schreibt es die Biografin Karls II., Antonia Fraser, die Bitte Katharinas nach einer Tasse Tee und die Antwort Karls II.: „We don't drink tea in England. But maybe some ale will do“ („In England trinken wir keinen Tee. Vielleicht würde ein Bier reichen?“). Tatsächlich war es Katharina von Braganza, die den Tee nach England brachte und die Engländer die Liebe zum Tee lehrte. Da sie selbst gerne Tee trank, wurde Tee in großen Mengen aus China über Indien nach England eingeführt und führte dort bald dazu, dass Tee das Getränk der feineren Gesellschaft wurde.

König Karl II. in jungen Jahren

Katharina wusste zur Zeit ihrer Hochzeit wenig vom höfischen Leben. Sie war in der Abgeschiedenheit eines Klosters erzogen worden und sehr religiös. Sie sprach kaum Englisch und wenig Französisch, so dass ein Gespräch oder eine Annäherung an ihren Mann ein Problem war. Noch weniger wusste sie von den höfischen Intrigen und Ränkespielen und dass ihr Mann ein Liebhaber der Frauen war, bereits Vater einiger illegitimer Kinder. Seine Favoritin war zu dieser Zeit unangefochten Barbara Villiers, Lady Castlemaine. 1662 kam es zur Bedchamber Crisis, in der sich Barbara gegen die ausdrücklichen Wünsche Katharinas durchsetzen konnte. Barbara behielt ihre Wohnung in Whitehall und wurde wenig später Bettzofe (Lady of the Bedchamber) der Königin, hatte also Zutritt zu den privatesten Räumen Katharinas. Das Verhältnis zur Königin, die im Gegensatz zu Barbara kinderlos blieb und sie als offizielle Mätresse akzeptieren musste, war sehr gespannt. Im gleichen Jahr erwirkte Barbara die Entlassung einer Hofdame Katharinas, da diese es gewagt hatte, sich mit ihr zu streiten. Der König, so schien es lange Zeit, war pures Wachs in den Händen seiner Mätresse. Bis 1663 hatte sie mehr Einfluss am englischen Hof als die Königin. Mit den anderen Mätressen ihres Mannes, Nell Gwyn oder später Louise de Kérouaille, lernte Katharina umzugehen oder pflegte, nach anfänglichen Problemen, einen freundschaftlichen Umgang.
Katharina mischte sich nie in politische Angelegenheiten ein, was ihr die Sympathie ihres Mannes einbrachte, der sie später immer mehr zu seiner engsten Vertrauten machte. Als sie wegen einer Fehlgeburt lebensgefährlich erkrankte, unterbrach Karl II. eine Gesellschaft, zu der er geladen war, und pflegte sie. Die Kinderlosigkeit wurde ihr von der anti-katholischen Opposition in England negativ ausgelegt, da die Fruchtbarkeit des Königs durch zahlreiche illegitime Kinder bewiesen war. Man deutete ihre Unfruchtbarkeit als Zeichen des Himmels, dass ihre Ehe nicht gewollt sei und beschuldigte sie später (Popish Plot) sogar, Pläne zur Ermordung ihres Mannes geschmiedet zu haben.
Nachdem London 1664 und 1665 von einer verheerenden Pestwelle (Great Plague) heimgesucht worden war, die über 70.000 Menschenleben gefordert hatte, verwüstete im September 1666 eine Feuerkatastrophe große Teile der Altstadt. Etwa 13.000 Häuser und 89 Kirchen fielen den Flammen zum Opfer. Für diese Katastrophen machte man auch Katharina und ihren katholischen Glauben verantwortlich. In den protestantischen Kreisen wurde die Forderung nach einer Scheidung des Königs von Katharina laut. Da sie kinderlos blieb, war der Thronfolger Karls jüngerer Bruder Jakob, der Herzog von York. Jakob hatte sich  1672 zum katholischen Glauben bekannt und beschwor damit das alte Schreckgespenst der meisten Protestanten herauf. Die Protestantenverfolgungen der Bartholomäusnacht in Frankreich und der englischen Königin Maria I., waren die größten Befürchtungen der meisten Engländer, die einen katholischen König ablehnten. So löste die Kinderlosigkeit Katharinas eine Staatsaffäre aus, die den illegitimen Sohn ihres Mannes mit der walisischen Adligen Lucy Walter für viele Engländer zum eigentlich berechtigten Thronanwärter machte - James Scott, 1. Herzog von Monmouth. James war illegitim, aber Protestant und der Erstgeborene Karls II. Die Rufe nach Scheidung von Katharina und Anerkennung seines Erstgeborenen, damit die protestantische Thronfolge in England sichergestellt sei, wurden immer lauter. Karl II. widersprach diesen Forderungen ausdrücklich und weigerte sich, seine Ehe vom Parlament scheiden zu lassen. Ebenso ausdrücklich weigerte er sich, dem Druck der Öffentlichkeit, und den Gerüchten um eine heimliche Heirat zwischen ihm und Lucy Walter Nahrung zu geben, indem er seinen Sohn James als Thronfolger vom Parlament bestätigen ließ.

Königliches Wappen Katharinas als Ehefrau Karls II.

Die Gründe, weswegen Karl II. sich nicht scheiden und seinen Sohn James legitimieren ließ, liegen nicht in seiner starken Liebe zu Katharina oder einer Abneigung gegenüber James. Karl II. fühlte sich als Monarch und absolutistischer Herrscher, der dem englischen Parlament keinen Präzedenzfall in die Hände spielen wollte, über die Privatangelegenheiten des Königs zu entscheiden. Seine Königswürde war für ihn der Wille Gottes und es war seine Aufgabe, diesen Gotteswillen gegen den Willen von Parlament und Volk zu verteidigen. Da sein Vater durch die Entscheidung des Parlaments zum Tode verurteilt worden war, war Karl II. in der Wahrung seiner Interessen umso unerbittlicher.
Eine Erleichterung eher privater Natur kam für Katharina, als das Interesse ihres Mannes an seiner langjährigen Mätresse Barbara Villiers langsam nachließ. Durch den 1673 verabschiedeten Test Act, mussten alle Beamte in Verwaltung, Justiz, Kirche und Militär einen Supremats- und Loyalitätseid unter Zeugen ablegen. Außerdem musste eine Erklärung gegen die Transsubstantiationslehre der katholischen Kirche unterzeichnet und der Empfang der Kommunion in der Kirche von England in der Öffentlichkeit durchgeführt werden. Da sich die Villiers schon längere Zeit zum katholischen Glauben bekannte, musste sie ihre Stellung am Hofe aufgeben. Kurz danach sorgte ein Zerwürfnis mit dem König für ihren Auszug aus Whitehall.
Durch die Anschuldigungen Titus Oates’, eines englischen Baptistenpredigers, der 1678 mit angeblichen Beweisen für einen Popish Plot zur Ermordung des Königs für Unruhe und Aufstände in England sorgte, musste Katharina die Demütigung hinnehmen, dass ihre Privaträume durchsucht wurden. Am 28. November 1678 wurde sie von der Untersuchungskommission sogar wegen Hochverrats angeklagt, obwohl sich die Anschuldigungen Oates’ später als reine Hirngespinste herausstellten.
Nach dem Abschwächen der Antipapistenbewegung in England verlief Katharinas Leben in ruhigen Bahnen, obwohl sie ihren Mann weiterhin mit seinen zahlreichen Mätressen teilen musste. Am 5. Februar 1685 wurde Karl katholisch getauft und empfing die letzte Ölung. Am 6. Februar 1685 starb er.
Katharina zog sich als Witwe nach Somerset House und Hammersmith zurück. Ihr Verhältnis zu König Jakob II./VII. verblieb freundlich, da sie mit einem katholischen König als Staatsoberhaupt ihren Glauben freier denn je ausüben konnte. Am 10. Juni 1688 war sie Zeugin der Geburt des Sohnes von Jakob II. und seiner zweiten Frau Maria Beatrix von Modena, Jakob Franz.
Kurz nach der Glorious Revolution, bei der Wilhelm von Oranien gegen Jakob II. siegte und damit die katholische Thronfolge in England für immer verhinderte und sich zugleich selbst als englischen König ausrufen ließ, verließ Katharina England für immer.

### Rückkehr nach Portugal und Lebensende
Im März 1692 reiste Katharina zurück nach Portugal, wo sie Anfang 1693 begeistert empfangen wurde. Sie zog sich in den neuen Palast von Bemposta zurück und lebte für damalige Verhältnisse sehr ruhig, zurückgezogen und spartanisch. 1704 erkrankte ihr Bruder, König Peter II. von Portugal so schwer, dass Katharina zur Regentin ernannt wurde. Sie regierte so geschickt und erfolgreich, dass ihre Regentschaft 1705 weiter verlängert wurde. Am 31. Dezember 1705 starb Katharina plötzlich an den Folgen einer Kolik.
Ihr Vermögen wurde zwischen verschiedenen frommen Einrichtungen und ihrem Bruder Peter geteilt. Sie erhielt ein prunkvolles Begräbnis in Belém.

## Ehrungen
Der Stadtbezirk Queens von New York City ist ihr zu Ehren benannt.